# 뉴질랜드 공로 훈장
뉴질랜드 공로 훈장(New Zealand Order of Merit)은 뉴질랜드 왕실 명예 제도의 공로 훈장이다. 1996년 5월 30일 뉴질랜드 여왕 엘리자베스 2세에 왕실 보증서에 의해 만들어졌으며, 민간 또는 군사 자격으로 뉴질랜드 왕실과 국민들에게 탁월한 공헌 또는 기타 기여를 인정하는 훈장이다.
뉴질랜드 공로훈장(New Zealand Order of Merit)은 의전서열에 따라 뉴질랜드 훈장(Order of New Zealand)의 바로 다음 순위의 훈장이다.

## 같이 보기
- 오스트레일리아 훈장
- 캐나다 훈장